# Betty Love
Boros Bernadett, művésznevén: Betty Love (Budapest, 1975. március 25. –) énekesnő, az egykori Soho Party tagja.  Legismertebb slágerei az első albumának címadó dala a Repülj tovább, az Olyan mint a méz, Tőled szép és a Fáj minden szó.
Gyermekkorában zongorázni és énekelni tanult. Később felvételizett az Államigazgatási Főiskolára, de nem készült fel a felvételire, így nem vették fel. Hat évig úszott, karatéra, dzsúdóra is járt, majd elkezdte a dzsesszbalettet. 1993-ban csatlakozott a Soho Party együtteshez, ami 1998-ban feloszlott. Egy évvel később szólóban folytatta, első nagylemezének szövegeinek és dallamainak egy részét saját maga szerezte, melyben segítségére volt a Soho Partyból ismerős Náksi Attila. 2001-ben DJ BoBo-val közösen adta elő a Way To Your Heart / Mi az a szó című dalt a Petőfi Csarnokban.

## Albumok
| Év   | Cím                    | Legmagasabb helyezés | Legmagasabb helyezés |
| Év   | Cím                    | Mahasz Top 40 Album  | Viva Chart           |
| ---- | ---------------------- | -------------------- | -------------------- |
| 2000 | Repülj tovább          | 17                   | -                    |
| 2001 | Kísérj el / Remixalbum | -                    | -                    |
| 2002 | Ég és föld között      | -                    | -                    |

## Kislemezek
| Év   | Dal                                            | Legmagasabb helyezés | Legmagasabb helyezés | Album                  |
| Év   | Dal                                            | Mahasz kislemezlista | Viva chart           | Album                  |
| ---- | ---------------------------------------------- | -------------------- | -------------------- | ---------------------- |
| 1999 | "Repülj tovább"                                | —                    | —                    | Repülj tovább          |
| 2000 | "Itt vagyok veled (Remix)"                     | —                    | —                    | Repülj tovább          |
| 2000 | "Olyan mint a méz"                             | —                    | —                    | Repülj tovább          |
| 2000 | "Fáj még a szó"                                | —                    | —                    | Repülj tovább          |
| 2001 | "Way To Your Heart / Mi az a szó"duett Dj Bobo | 4                    | —                    | Kísérj el / Remixalbum |
| 2002 | "Vigyázz rám"                                  | —                    | —                    | Ég és föld között      |
| 2002 | "Tőled szép"                                   | 6                    | —                    | Ég és föld között      |
| 2003 | "Annyi minden vár még ránk                     | —                    | —                    | Ég és föld között      |